# 列支敦斯登的格奧爾格
列支敦斯登的格奧爾格（德語：Georg von und zu Liechtenstein，1999年4月20日—），列支敦斯登親王儲阿洛伊斯的次子。
格奧爾格王子目前是列支敦斯登王位的第三順位繼承人。